# Pachysticus jenisi
Pachysticus jenisi là một loài bọ cánh cứng trong họ Cerambycidae.